# MU90-Torpedo
Der MU90/IMPACT-Torpedo ist ein leichter europäischer U-Jagd-Torpedo.

## Geschichte und Entwicklung

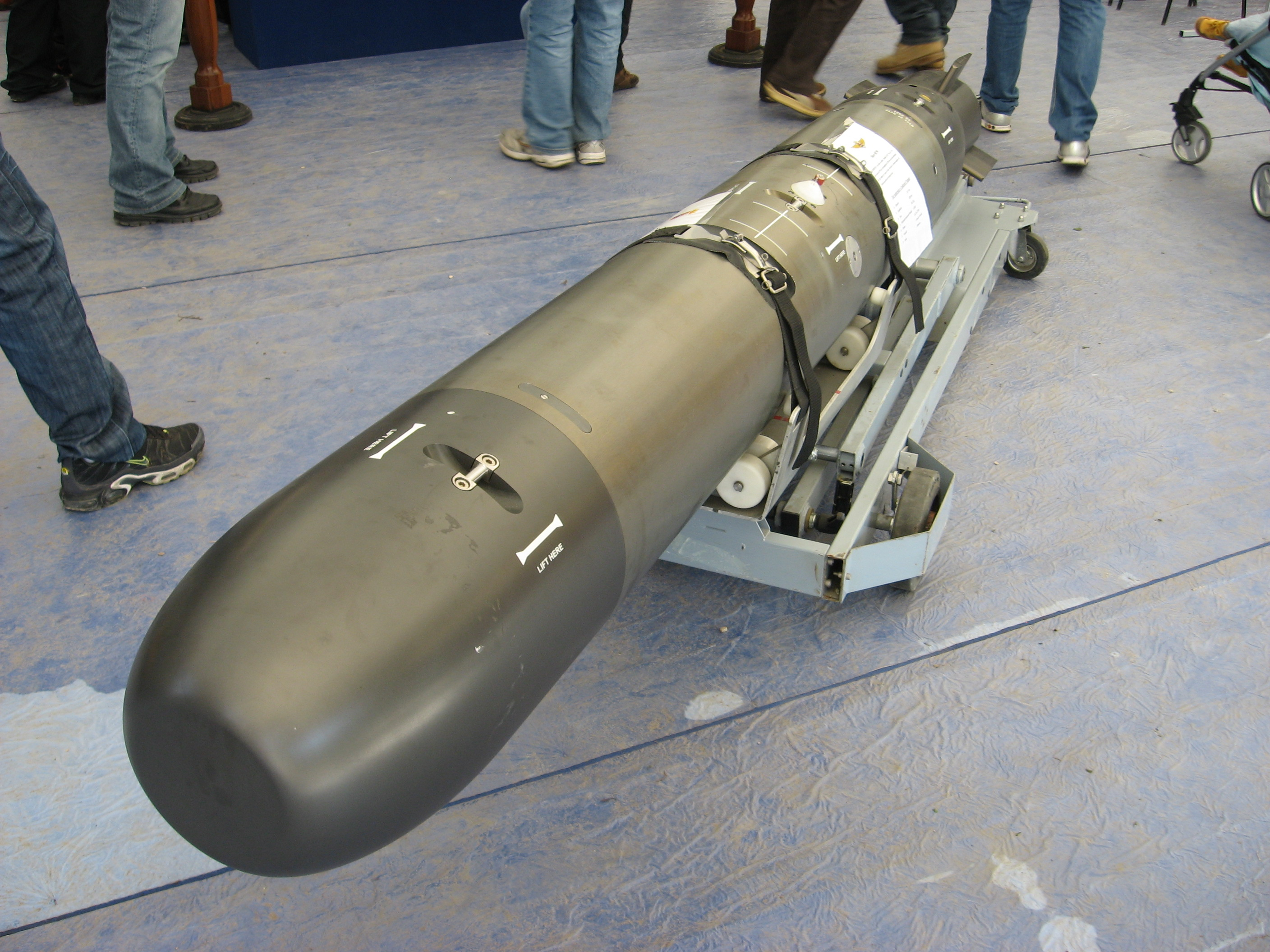
MU90, Frontansicht

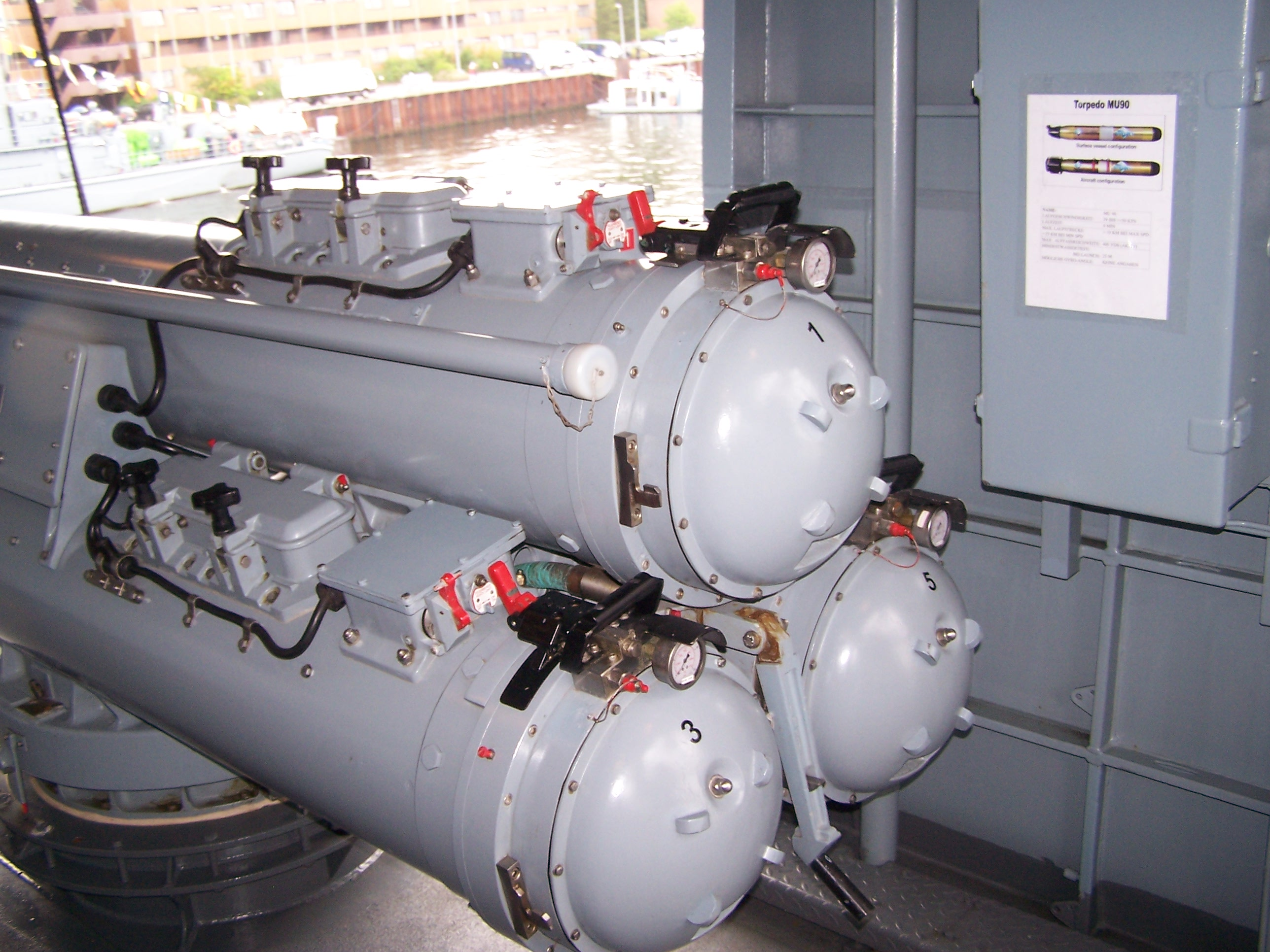
3-fach Torpedorohr Mk.32 an Bord der F221 Hessen der Deutschen Marine

Der MU90 ist eine gemeinsame Entwicklung von WASS – Whitehead Alenia Sistemi Subacquei (Italien), DCN International (Frankreich) und THALES (Frankreich), der auf dem Torpedo A244-S beruht. Er wird vom Unternehmen EuroTorp produziert und kann von Schiffen, Hubschraubern und U-Booten eingesetzt werden.
In Deutschland löste der MU90 die Torpedos DM4 und Mk46 Mod. 2 ab. Er dient als Bewaffnung der Fregatten der Brandenburg- und Sachsen-Klasse sowie des Bordhubschraubers Sea Lynx. Die Ausbildung am Torpedo erfolgt mit dem Ausbildungsgerät für U-Jagd und Sonar (AGUS) an der Marineoperationsschule in Bremerhaven.
Als Weiterentwicklung des MU90 ist geplant, diesen als Anti-Torpedo-Waffe für Überwassereinheiten gegen Schwergewichtstorpedos einzusetzen, um diese im Hard-Kill-Verfahren zu zerstören.
Im August 2013 wurde von der australischen Marine zum ersten Mal ein scharfer Testschuss mit dem MU90 auf ein Übungsziel erfolgreich abgegeben.

## Nutzer

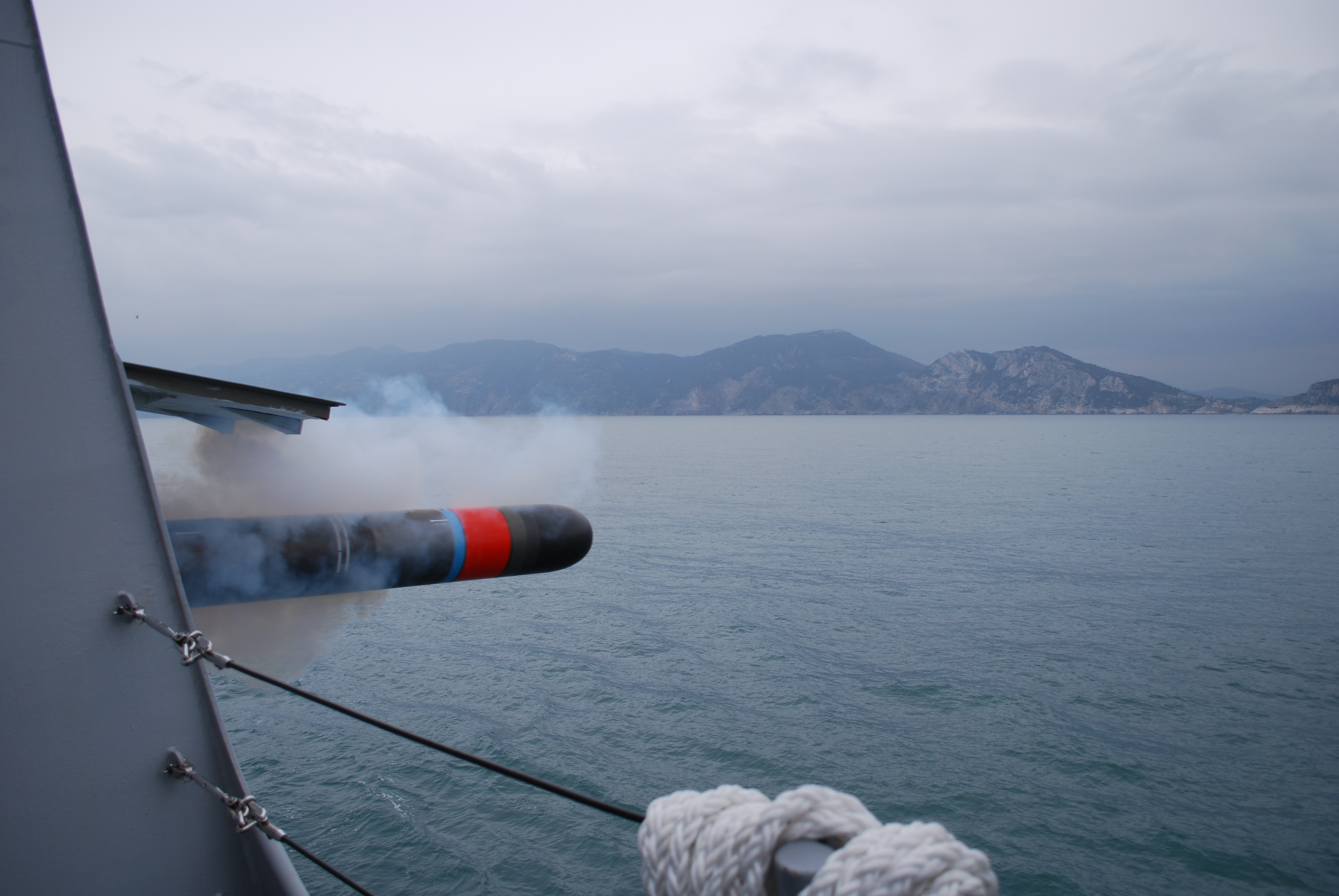
Abschuss eines MU90 von Bord des italienischen Zerstörers Caio Duilio (D 554)

Der MU90 wird von den Marinen von Frankreich, Italien, Deutschland, Dänemark, Australien und Polen genutzt:
- Australien: ANZAC-Klasse, Adelaide-Klasse, Hobart-Klasse
- Dänemark: Absalon-Klasse, Iver-Huitfeldt-Klasse, Flyvefisken-Klasse (ASW-Module), Knud-Rasmussen-Klasse
- Frankreich: Georges-Leygues-Klasse, Horizon-Klasse, Aquitaine-Klasse
- Deutschland: Sachsen-Klasse, Bordhubschrauber Sea Lynx Mk.88A
- Italien: De-la-Penne-Klasse, Horizon-Klasse, Bergamini-Klasse, Bordhubschrauber AgustaWestland AW101
- Polen: Oliver-Hazard-Perry-Klasse, Bordhubschrauber Mil Mi-14 und SH2-G Sea Sprite